# Magnus Olsson (spelman)
Magnus Olsson, även kallad Pell-Pers Manne, 1883 - 1968, var en riksspelman från Brunnmyra, Bollnäs socken i Hälsingland, senare bosatt i Sunnerstaholm  och Hå i samma socken. 
Manne Olsson hade låtar efter bland andra Erik Rimström, "Rimsen", från Rimsbo, och Olof Larsson, "Björks Ol'larssen" från Hå. Spelstilen var ålderdomlig, ibland med långa svepande stråkdrag, och han behärskade dubbelstråket. Han brukade spela med en spelman kallad "Kasänges Anders" (Anders Eriksson) från Hällbo som gjorde andrastämmor på gammalt manér - att "sekundera" eller "tersa". "Kasängs Anders" svärson Nils Frisk lärde sig detta och kunde tillsammans med spelkamraten Johan Nord förmedla spelstilen till yngre spelmän. 
År 1944 erhöll Olsson zornmärket i brons "för gammalt typiskt spelsätt och präktiga låtar" och 1950 lyckades han erövra silvermärket och fick därmed kalla sig riksspelman. Han var också med i Bollnäsbygdens spelmanslag från starten. 
Han blev inspelad av bland andra Svenskt visarkiv och Hugo Ljungström. Spelmanstraditionerna lever ännu kvar via bland andra Hugo Westling, Ulf Störling och Anders Henriksson.